# فارس الرویلی
فارس الرویلی (عربی: فارس الرويلي؛ زادهٔ ۸ اوت ۱۹۹۲) یک ورزشکار اهل عربستان سعودی است.